# كرغآباد (مقاطعة دهغلان)
كرغآباد (بالفارسية: کرگ‌آباد) هي قرية تقع في قسم قوري تشاي الريفي (مقاطعة دهغلان) في إيران. يقدر عدد سكانها بـ 384 نسمة بحسب إحصاء 2016.